# Onthophagus carmodensis
Onthophagus carmodensis är en skalbaggsart som beskrevs av Blackburn 1907. Onthophagus carmodensis ingår i släktet Onthophagus och familjen bladhorningar. Inga underarter finns listade i Catalogue of Life.